# Zemplín (wieś)
Zemplín (niem. Semplin, węg. Zemplén, rus. Цемно/Zemno, łac. Zemplinium) – słowacka wieś (obec) w powiecie trebiszowskim znajdująca się w kraju koszyckim. Wieś położona jest u podnóża górskiego wyniesienia Zemplínske vrchy, nad rzekami Latorica i Ondava będącymi dopływami Bodroga. Na wschód od wsi położone jest miasto Kráľovský Chlmec oraz Trebišov na północy.
Historia wsi związana jest z zamkiem Zemplin (obecnie w ruinie), będącym od średniowiecza siedzibą władz komitatu Sárospatak oraz Semplin comes curialis de Zemlu do roku 1748. W okresie pradziejowym ważny ośrodek kultury celtyckiej.